# Auchleeks House
Auchleeks House ist ein Herrenhaus nahe der schottischen Ortschaft Blair Atholl in der Council Area Perth and Kinross. 1971 wurde das Bauwerk in die schottischen Denkmallisten in der höchsten Denkmalkategorie A aufgenommen.

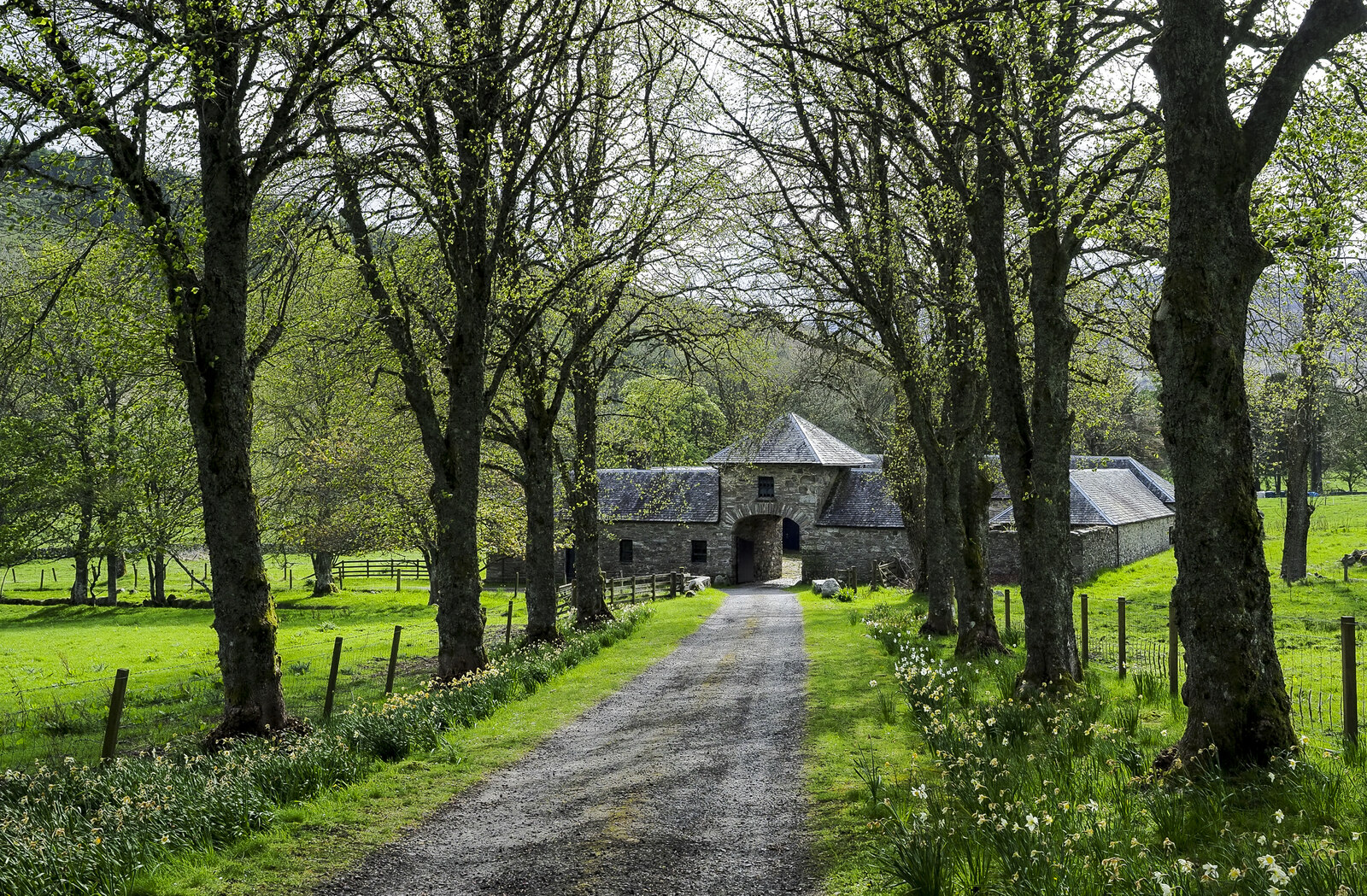
Gutshof von Auchleeks House

## Beschreibung
Das Herrenhaus wurde um 1820 errichtet. Der planende Architekt ist nicht überliefert. Es existiert mit Balnakeilly House jedoch ein sehr ähnliches Gebäude, das im selben Zeitraum erbaut wurde. Für dessen Planung zeichnet Charles Sim verantwortlich.
Auchleeks House steht isoliert in einer dünnbesiedelten Region rund zwölf Kilometer westlich von Blair Atholl nahe Loch Errochty. An der südexponierten Hauptfassade des zweistöckigen Gebäudes treten Mittel- und Eckrisalite heraus. Die fünf Achsen weite Fassade ist mit Ecksteinen ausgestaltet. Das Eingangsportal am Mittelrisalit ist dorisch ausgestaltet und schließt mit einem segmentbogigen Kämpferfenster. Darüber ist ein Drillingsfenster eingelassen. Der abschließende Dreiecksgiebel zeigt das Wappen der Robertsons.